# Irma Björck
Irma Lovisa Björck, född Krook 14 december 1898 i Stockholm, död där 25 januari 1993, var en svensk opera- konsert- och operettsångare (mezzosopran).

## Biografi
Björck debuterade 1926 efter studier vid operaskolan 1925–1926 som Nancy i Martha. I början av sin karriär tilldelades hon mest så kallade byxroller. I mitten av 1930-talet övergick hon till mer renodlade sopranroller och mot slutet av 1930-talet och under större delen av 1940-talet sjöng hon främst Wagner. Andra världskrigets utbrott förhindrade en internationell karriär, men hon gästspelade efter kriget i London och Barcelona. Hennes sista roll blev Brynhilde i Ragnarök 1949. 
Hon utsågs 1943 till hovsångare. och blev 1947 ledamot av Kungliga Musikaliska Akademien. 
Irma Björck var dotter till grosshandlaren Nils Krook och Anna Jacobsson. Hon gifte sig 1918 med sedermera generalmajor Gottfrid Björck.

## Utmärkelser
- Hovsångare 1943
- Litteris et Artibus 1940

## Roller i urval
- Octavian i Rosenkavaljeren
- titelrollen i Suppés Boccaccio
- Sylva Varescu i Csardasfurstinnan
- Eurydike i Orfeus i underjorden
- Leonore i Fidelio
- Elisabeth i Tannhäuser
- Brangäne i Tristan och Isolde
- Kundry i Parsifal
- Brünnhilde i operans årliga framförande av Nibelungentrilogin

## Diskografi
- Wagner in Stockholm : recordings 1899-1970. Bluebell CD02-2698--2701. 2002. – Innehåll: 26. War es so schmählich ur Die Walküre = Valkyrian ; 28. Mir schwankt der Boden ; Mein lieber Schwan ur Lohengrin.
- Odeon 1926–1934. Albophone AMC 91108. 1991. – Innehåll: 6. Hav tack / G. Nordqvist, G. Tegengren.